# Dr. Baumannplein 1-3
Dr. Baumannplein 1-3 is een gebouw aan de noordzijde van het plein met een achtergevel aan de Dubbele Buurt in de Nederlandse plaats Halfweg (provincie Noord-Holland). Het gebouw is een gemeentelijk monument. Het staat ook wel bekend onder de naam "Huis ter Hart".
Volgens een plaquette namens de gemeente en ANWB aangebracht op het gebouw werd hier recht gesproken en vergaderd binnen het ambacht Houtrijk en Polanen, dat in juni 1863 (Staatsblad nr. 93 van 1863) samensmolt met gemeente Haarlemmerliede en Spaarnwoude, weer later overgegaan in gemeente Haarlemmermeer. Niet alleen had het een ambtelijke functie; er kon ook overnacht worden door reizigers tussen Amsterdam en Haarlem en er werd geveild. Het bestaat in 2022 uit twee bouwlagen onder een schilddak. Het heeft volgens Monumenten in Nederland. Noord-Holland uit 2006 mogelijk een 17e-eeuwse kern; in 1902 werd er fors uitgebreid. Het was eeuwenlang een plaatsaanduiding. Joannes Antonides van der Goes (1647-1684) gebruikte het als zodanig in De Ystroom uit 1671.
De naam "Huis ter Hart" is in de gevel vermeld, maar die vermelding is van recente datum (in 1989 is dat nog niet terug te vinden). Volgens Eliza Laurillard: Op uw’ stoel door uw land (1891), zou de naam teruggaan op een gevelsteen met een afgebeelde hert ten teken dat het jachthuis was van de Heren van Polanen. Volgens Jan ter Gouw en Jacob van Lennep was het al in de 16e eeuw bekend (De uithangteekens uit 1869)

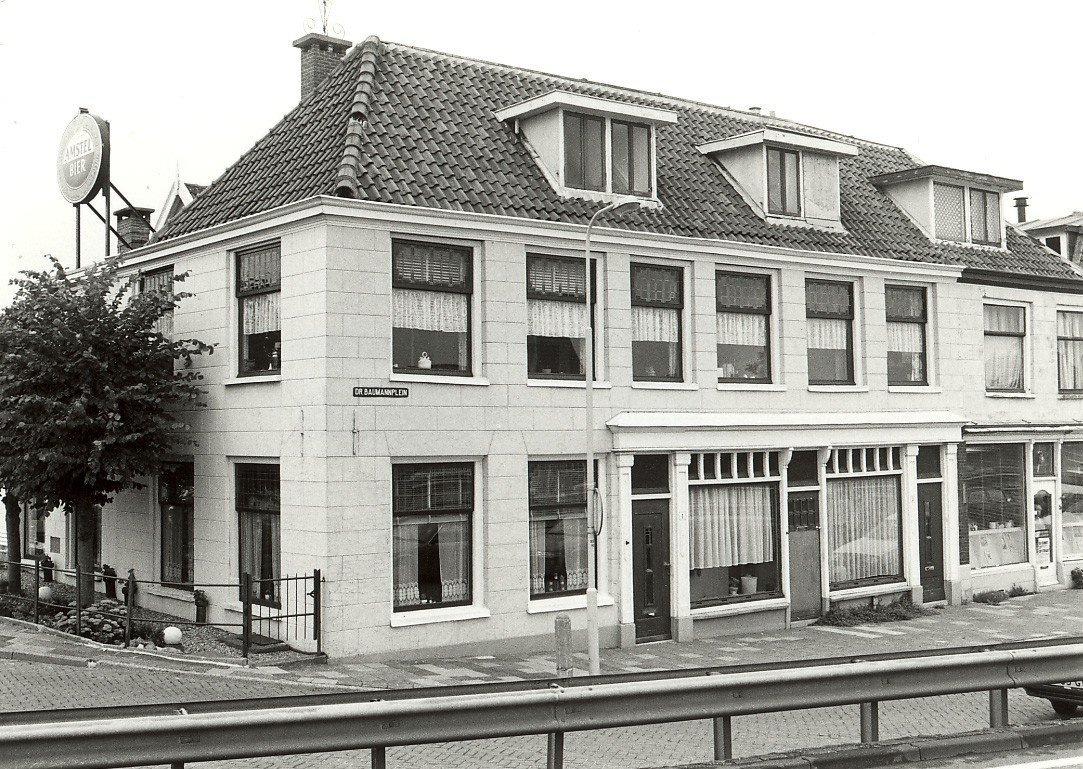
Huis ter Hart had 1989 meer dakkapellen en etalages.